# Vopt
Vopt é um software desfragmentador de arquivos para Windows desenvolvido pela empresa norte-americana Golden Bow Systems.
O aplicativo trabalha com partições nos formatos FAT, FAT32 e NTFS.

## Versões
O software está disponível em duas versões, desenvolvidas paralelamente:
- Vopt para Windows 2000, 2003, XP, Vista e Windows 7 - versão 9.21 (compatível com sistemas de 32 e 64 bits)

- Vopt para Windows 95, 98, Me, 2000 e XP - versão 7.22

## Principais recursos
- Agendamento automático de desfragmentação
- Ferramentas de verificação de erros de discos
- Remoção de cookies e arquivos temporários de navegação e do Windows